# سیا ارمجانی
سیا ارمجانی با نام اصلی سیاوش ارمجانی (زاده ۱۸ تیر ۱۳۱۸ در لاهیجان – درگذشته ۷ شهریور ۱۳۹۹ در نیویورک) تندیس‌ساز و معمار ایرانی-آمریکایی بود. او به عنوان یکی از پیشروان هنر عمومی در آمریکا شناخته می‌شد.

## زندگی‌نامه
سیاوش ارمجانی، یادگیری طراحی و نقاشی را از نوجوانی و در کلاس‌های خصوصی، به تشویق پدرش (که بازرگان پارچه موفقی بود) فرا گرفت. او از همان آغاز، علاقه‌ای به پیروی و تقلید از شیوه‌های معمول هنری نداشت. به همین دلیل، آموزگاران سیاوش از او ناراضی بودند و بارها او را اخراج کردند. با اینحال پدر سیاوش، همیشه از نوآوری‌های او پشتیبانی می‌کرد. این پشتیبانی پدر باعث پرورش دیدگاه نوگرایانه و بی‌بدیل سیاوش تا پایان زندگی شد.
سیاوش ارمجانی در دوران نوجوانی، کنش‌های سیاسی به سوی جبهه ملی ایران و محمد مصدق داشت. پس از کودتای ۲۸ مرداد و گسترش سرکوب و خفقان، پدر سیاوش تصمیم گرفت که او را به ایالات متحده آمریکا بفرستند.

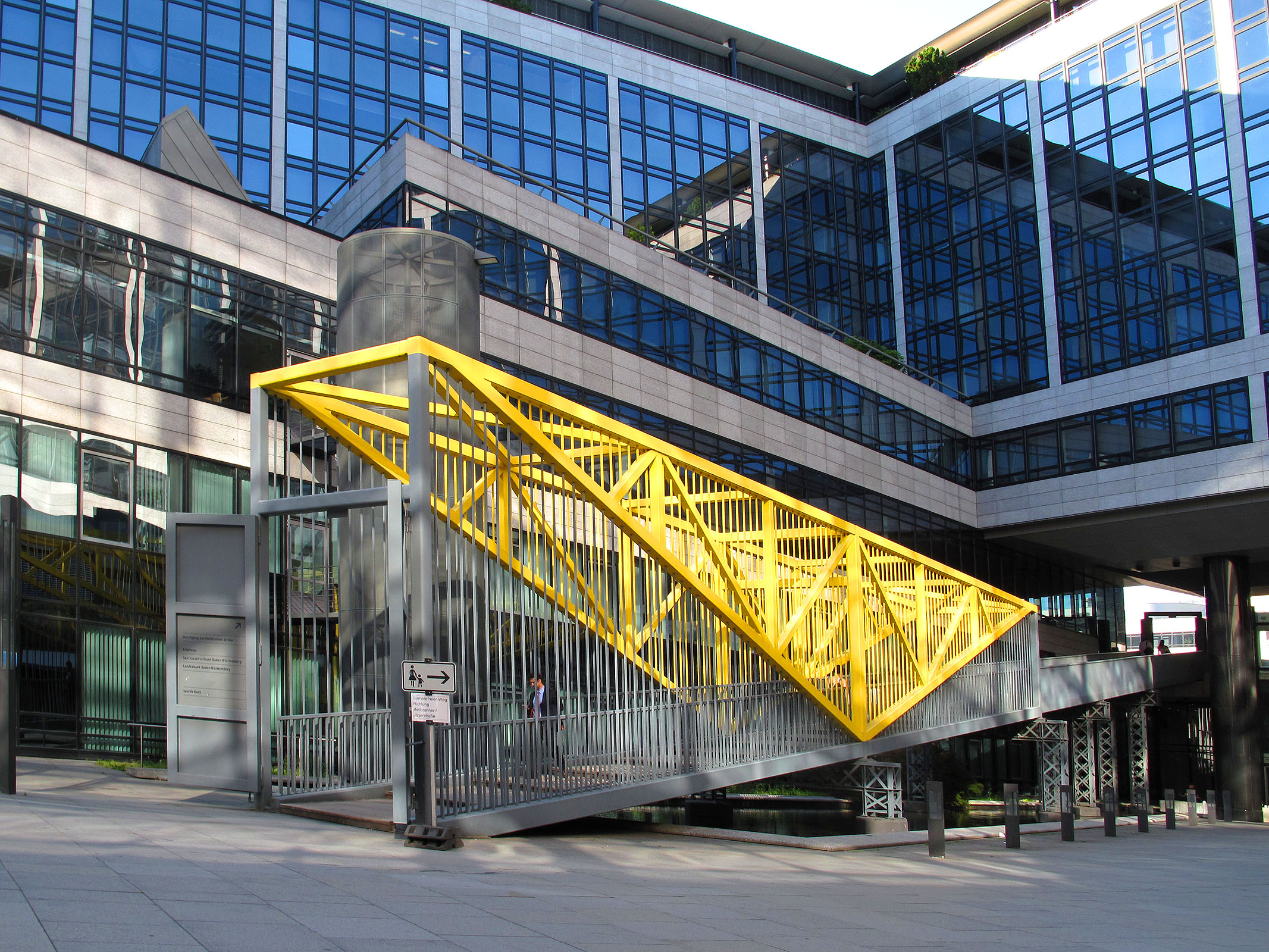
رمپ حیاط داخلی ایستگاه اصلی قطار اشتوتگارت-میته (۱۹۹۴)

بنابراین سیاوش در سال ۱۹۶۰ (میلادی) به آمریکا رفت و در کالج مکالستر در سینت‌پال مینه‌سوتا در رشته‌های فلسفه، انسان‌شناسی و ریاضیات تحصیل کرد. فعالیت‌های سیاسی او باعث شد که در دهه ۱۹۶۰ (میلادی) مجبور به ترک ایران شود.
سیا ارمجانی دیدگاه خود دربارهٔ تندیس‌سازی را اینگونه توضیح می‌دهد: «تندیس‌سازی عمومی بر پایه این فلسفه بنا نشده که بخواهد خود را از روزمرگی و زندگی روزمره جدا کند. این هنر نباید مردم را مورد تعرض قرار دهد، بترساند یا قصد کنترل آن‌ها را داشته باشد. وظیفه تندیس‌سازی عمومی این است که محیط و فضای موجود را ارتقاء بخشد».
آثار هنری سیا ارمجانی در بسیاری از موزه‌های سرشناس جهان، دیده می‌شوند. سیا ارمجانی مشعل المپیک بازی‌های تابستانی ۱۹۹۶ (میلادی) در آتلانتا، جورجیا را طراحی کرده‌است. او پروژه‌های بسیار دیگری مانند برج و پل استتن آیلند در نیویورک، Round Gazebo در نیس، فرانسه، و پل Irene Hixon Whitney در مینیاپولیس، مینه‌سوتا، ایالات متحده را انجام داده‌است.
در آوریل ۲۰۱۹ موزه متروپولیتن نیویورک به پاس گرامیداشت هنر سیا ارمجانی، نزدیک به ۱۰۰ اثر را او در ۷ سالن بزرگ موزه به نمایش گذاشت. همچنین ۱۵۰ ماکت چوب و مقوای کوچک از برج‌ها و سازه‌های فلزی بزرگ طراحی شده توسط ارمجانی، در این نمایشگاه دیده می‌شود.

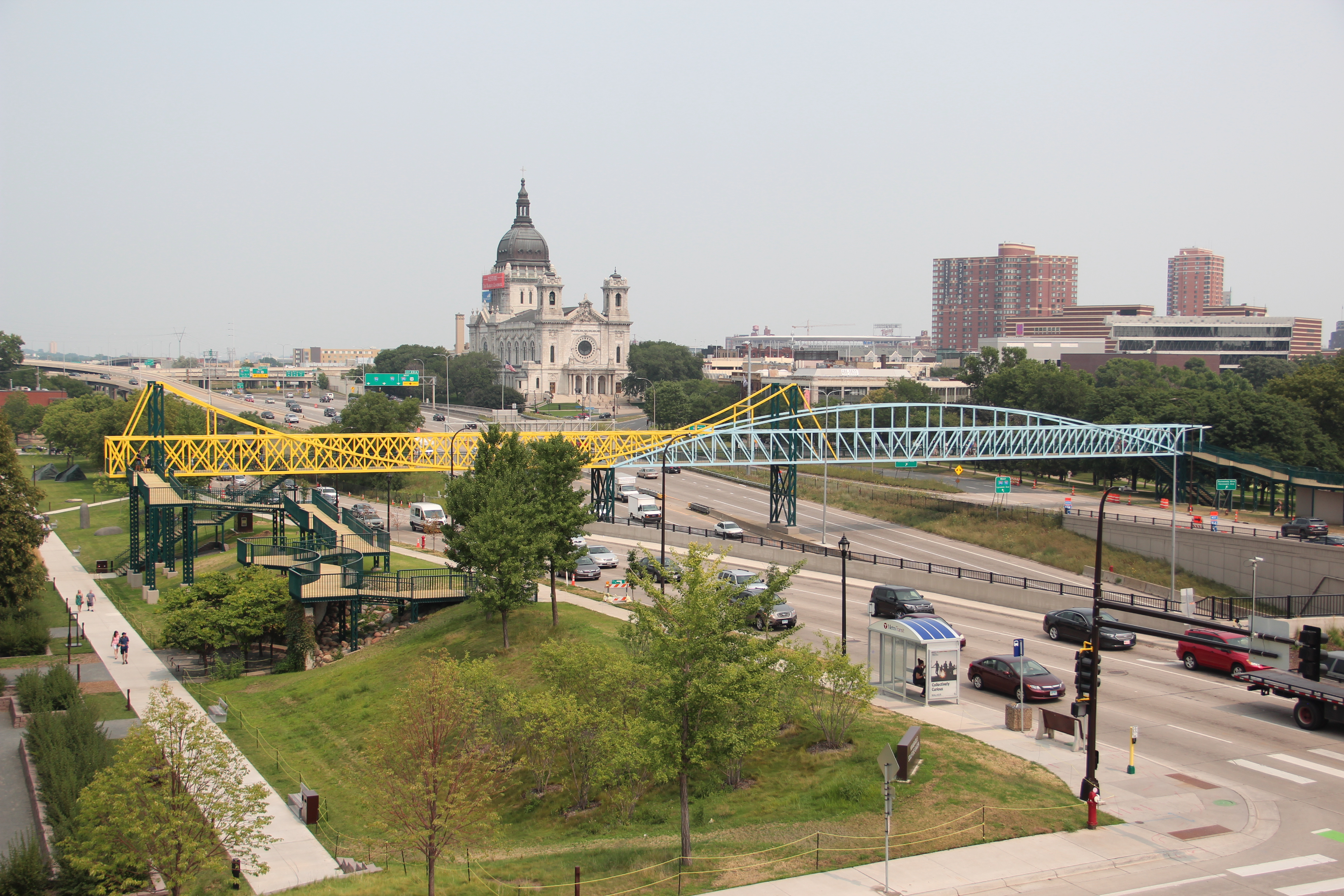
پل Irene Hixon Whitney در مینیاپولیس

## درگذشت
موزه متروپولیتن نیویورک خبر درگذشت این هنرمند را روز ۷ شهریور ۱۳۹۹ بر اثر ایست قلبی اعلام کرد.

## نوشته‌ها
- مجسمه‌سازی عمومی در متن دموکراسی آمریکایی (۱۹۶۸ تا ۱۹۷۸ - بازبینی شده در ۱۹۹۳)[۳]